# Vranov (Morávia do Sul)
Vranov é uma comuna checa localizada na região de Morávia do Sul, distrito de Brno-Venkov. A Igreja da Natividade da Virgem Maria de Vranov abriga a cripta real que pertenceu a Casa de Liechtenstein, o cemitério foi tomado pela República Checa durante a Segunda Guerra Mundial, desde então houve recusa de retorno da propriedade à família real e não há qualquer preservação ou restauração do local.